# Coupe du monde de ski acrobatique 2020-2021
Navigation
Édition précédente Édition suivante
La Coupe du monde de ski acrobatique 2020-2021 est la 42e saison de la Coupe du monde de ski acrobatique organisé par la Fédération internationale de ski. Elle débute le 19 novembre 2020 à Stubaital en Autriche et se termine le 27 mars 2021 à Silvaplana en Suisse. Elle regroupe six type d'épreuves : les bosses, le saut acrobatique, le half-pipe, le slopestyle, le ski cross et le big air.
Comme la saison précédente, cette édition est fortement perturbée par la pandémie de Covid-19 qui entraîne de multiples reports et annulations d'épreuves.

## Classements
Jusqu'en 2020, un classement général de la coupe du monde réunissait l'ensemble des résultats de la coupe du Monde. Depuis la saison 2020-2021, la coupe du Monde est séparée en 4 classements différents (par conséquent quatre gros globes): Saut, Ski-cross, Bosses et Freeski Park & Pipe qui réunie les épreuves de Big air (BA), Half-pipe (HP) et Slopestyle (SS).

### Ski-cross
| Rang | Nom               | Points | Victoire(s) | Podium(s) |
| ---- | ----------------- | ------ | ----------- | --------- |
| 1    | Reece Howden      | 691    | 4           | 6         |
| 2    | Jonas Lenherr     | 405    |             | 2         |
| 3    | Bastien Midol     | 395    | 1           | 2         |
| 4    | Florian Wilmsmann | 393    | 2           | 3         |
| 5    | David Mobärg      | 379    | 1           | 2         |

| Rang | Nom                      | Points | Victoire(s) | Podium(s) |
| ---- | ------------------------ | ------ | ----------- | --------- |
| 1    | Fanny Smith              | 945    | 6           | 10        |
| 2    | Alizée Baron             | 495    | 1           | 3         |
| 3    | Marielle Thompson        | 475    |             | 5         |
| 4    | Marielle Berger Sabbatel | 474    |             | 2         |
| 5    | Katrin Ofner             | 439    | 1           | 2         |

### Bosses
| Rang | Nom               | Points | Victoire(s) | Podium(s) |
| ---- | ----------------- | ------ | ----------- | --------- |
| 1    | Matt Graham       | 289    | 1           | 3         |
| 2    | Benjamin Cavet    | 271    | 1           | 3         |
| 3    | Ludvig Fjällström | 258    | 1           | 2         |
| 4    | Ikuma Horishima   | 246    | 1           | 1         |
| 5    | Brodie Summers    | 210    |             | 1         |

| Rang | Nom             | Points | Victoire(s) | Podium(s) |
| ---- | --------------- | ------ | ----------- | --------- |
| 1    | Perrine Laffont | 445    | 4           | 4         |
| 2    | Anri Kawamura   | 270    |             | 3         |
| 3    | Hannah Soar     | 250    |             | 2         |
| 4    | Kai Owens       | 234    | 1           | 1         |
| 5    | Jaelin Kauf     | 233    |             | 2         |

### Saut acrobatique
| Rang | Nom               | Points | Victoire(s) | Podium(s) |
| ---- | ----------------- | ------ | ----------- | --------- |
| 1    | Maxim Burov       | 526    | 5           | 5         |
| 2    | Noé Roth          | 320    | 1           | 3         |
| 3    | Pirmin Werner     | 305    | 1           | 2         |
| 4    | Stanislav Nikitin | 264    |             | 2         |
| 5    | Pavel Krotov      | 247    |             | 2         |

| Rang | Nom             | Points | Victoire(s) | Podium(s) |
| ---- | --------------- | ------ | ----------- | --------- |
| 1    | Laura Peel      | 450    | 2           | 4         |
| 2    | Winter Vinecki  | 343    | 1           | 3         |
| 3    | Marion Thénault | 312    | 1           | 2         |
| 4    | Liubov Nikitina | 286    |             | 2         |
| 5    | Emma Weiss      | 251    |             | 1         |

### Général Freeski Park & Pipe
| Rang | Nom                | Points | Victoire(s) | Podium(s) |
| ---- | ------------------ | ------ | ----------- | --------- |
| 1    | Colby Stevenson    | 245    | 2           | 2         |
| 2    | Ferdinand Dahl     | 172    |             | 2         |
| 3    | Oliwer Magnusson   | 155    |             | 1         |
| 4    | Andri Ragettli     | 145    |             |           |
| 5    | Christian Nummedal | 144    |             | 1         |

| Rang | Nom              | Points | Victoire(s) | Podium(s) |
| ---- | ---------------- | ------ | ----------- | --------- |
| 1    | Tess Ledeux      | 380    | 3           | 4         |
| 2    | Mathilde Gremaud | 159    |             |           |
| 3    | Sarah Höfflin    | 151    |             | 1         |
| 4    | Gu Ailing        | 146    |             | 1         |
| 5    | Kirsty Muir      | 130    |             | 1         |

#### Big air
| Rang | Nom              | Points | Victoire(s) | Podium(s) |
| ---- | ---------------- | ------ | ----------- | --------- |
| 1    | Birk Ruud        | 100    | 1           | 1         |
| 2    | Antoine Adelisse | 80     |             | 1         |
| 3    | Oliwer Magnusson | 60     |             | 1         |
| 4    | Kim Gubser       | 50     |             |           |
| 5    | Andri Ragettli   | 45     |             |           |

| Rang | Nom              | Points | Victoire(s) | Podium(s) |
| ---- | ---------------- | ------ | ----------- | --------- |
| 1    | Giulia Tanno     | 100    | 1           | 1         |
| 2    | Tess Ledeux      | 80     |             | 1         |
| 3    | Kelly Sildaru    | 60     |             | 1         |
| 4    | Silvia Bertagna  | 50     |             |           |
| 5    | Mathilde Gremaud | 45     |             |           |

#### Half-pipe
| Rang | Nom            | Points | Victoire(s) | Podium(s) |
| ---- | -------------- | ------ | ----------- | --------- |
| 1    | Aaron Blunck   | 100    | 1           | 1         |
| 2    | Brendan MacKay | 80     |             | 1         |
| 3    | Nico Porteous  | 60     |             | 1         |
| 4    | David Wise     | 50     |             |           |
| 5    | Birk Irving    | 45     |             |           |

| Rang | Nom               | Points | Victoire(s) | Podium(s) |
| ---- | ----------------- | ------ | ----------- | --------- |
| 1    | Rachael Karker    | 100    | 1           | 1         |
| 2    | Zoe Atkin         | 80     |             | 1         |
| 3    | Brita Sigourney   | 60     |             | 1         |
| 4    | Devin Logan       | 50     |             |           |
| 5    | Valeriya Demidova | 45     |             |           |

#### Slopestyle
| Rang | Nom                | Points | Victoire(s) | Podium(s) |
| ---- | ------------------ | ------ | ----------- | --------- |
| 1    | Colby Stevenson    | 245    | 2           | 2         |
| 2    | Ferdinand Dahl     | 172    |             | 2         |
| 3    | Christian Nummedal | 114    |             | 1         |
| 4    | Sebastian Schjerve | 114    |             |           |
| 5    | Alex Hall          | 105    |             | 1         |

| Rang | Nom               | Points | Victoire(s) | Podium(s) |
| ---- | ----------------- | ------ | ----------- | --------- |
| 1    | Tess Ledeux       | 300    | 3           | 3         |
| 2    | Kirsty Muir       | 124    |             | 1         |
| 3    | Sarah Höfflin     | 119    |             | 1         |
| 4    | Katie Summerhayes | 115    |             |           |
| 5    | Mathilde Gremaud  | 114    |             | 1         |

## Calendrier et podiums

### Hommes
| N° | Date             | Lieu             | Épreuve             | Vainqueur | Deuxième | Troisième |
| --- | ---------------- | ---------------- | ------------------- | --- | --- | --- |
| 2020 |                  |                  |                     | | | |
| 1 | 21 novembre 2020 | Stubaital        | Slopestype          | Andri Ragettli | Christian Nummedal | Ferdinand Dahl (de) |
| - | 28 novembre 2020 | Pékin            | Big air             | Épreuve annulée en même temps que toutes les compétitions pré-olympiques internationales sur neige prévues de janvier à mars 2021, dans le contexte de la crise sanitaire mondiale  | Épreuve annulée en même temps que toutes les compétitions pré-olympiques internationales sur neige prévues de janvier à mars 2021, dans le contexte de la crise sanitaire mondiale  | Épreuve annulée en même temps que toutes les compétitions pré-olympiques internationales sur neige prévues de janvier à mars 2021, dans le contexte de la crise sanitaire mondiale  |
| 2 | 4 décembre 2020  | Ruka             | Saut                | Maxim Burov | Pavel Krotov | Ilya Burov |
| 3 | 5 décembre 2020  | Ruka             | Bosses              | Ikuma Horishima | Marco Tadé | Ludvig Fjällström (it) |
| 4 | 12 décembre 2020 | Idre Fjäll       | Bosses              | Benjamin Cavet | Brodie Summers (en) | Nick Page |
| 5 | 13 décembre 2020 | Idre Fjäll       | Bosses en parallèle | Matt Graham | Ludvig Fjällström (it) | Jordan Kober Bradley Wilson |
| 6 | 15 décembre 2020 | Arosa            | Ski cross           | David Mobärg | Alex Fiva | Joos Berry (de) |
| 7 | 16 décembre 2020 | Arosa            | Ski cross           | Viktor Andersson (de) | Ryan Regez | Kevin Drury |
| - | 18 décembre 2020 | Copper Mountain  | Big air             | Épreuves annulées à cause de la pandémie de Covid-19. | Épreuves annulées à cause de la pandémie de Covid-19. | Épreuves annulées à cause de la pandémie de Covid-19. |
| - | 19 décembre 2020 | Copper Mountain  | Half-pipe           | Épreuves annulées à cause de la pandémie de Covid-19. | Épreuves annulées à cause de la pandémie de Covid-19. | Épreuves annulées à cause de la pandémie de Covid-19. |
| - | 19 décembre 2020 | San Candido      | Ski cross           | Épreuves annulées à cause de la pandémie de Covid-19. | Épreuves annulées à cause de la pandémie de Covid-19. | Épreuves annulées à cause de la pandémie de Covid-19. |
| - | 20 décembre 2020 | San Candido      | Ski cross           | Épreuves annulées à cause de la pandémie de Covid-19. | Épreuves annulées à cause de la pandémie de Covid-19. | Épreuves annulées à cause de la pandémie de Covid-19. |
| 8 | 20 décembre 2020 | Val Thorens      | Ski cross           | Jonathan Midol | Reece Howden | Florian Wilmsmann |
| 9 | 21 décembre 2020 | Val Thorens      | Ski cross           | Reece Howden | Ryan Regez | François Place |
| 2021 |                  |                  |                     | | | |
| 10 | 8 janvier 2021   | Kreischberg      | Big air             | Birk Ruud | Antoine Adelisse | Oliwer Magnusson (en) |
| - | 15 janvier 2021  | Montafon         | Ski cross           | Épreuve annulée à cause de la pandémie de Covid-19. | Épreuve annulée à cause de la pandémie de Covid-19. | Épreuve annulée à cause de la pandémie de Covid-19. |
| - | 16 janvier 2021  | Alpe de Siusi    | Slopestyle          | Épreuve annulée à cause de la pandémie de Covid-19. | Épreuve annulée à cause de la pandémie de Covid-19. | Épreuve annulée à cause de la pandémie de Covid-19. |
| 11 | 16 janvier 2021  | Iaroslavl        | Saut                | Maxim Burov | Pavel Krotov | Noé Roth |
| 12 | 17 janvier 2021  | Iaroslavl        | Saut                | Maxim Burov | Stanislav Nikitin (en) | Noé Roth |
| 13 | 20 janvier 2021  | Idre Fjäll       | Ski cross           | Bastien Midol | Viktor Andersson (en) | François Place |
| 14 | 23 janvier 2021  | Idre Fjäll       | Ski cross           | Reece Howden | Jonas Lenherr (de) | Niklas Bachsleitner |
| 15 | 24 janvier 2021  | Idre Fjäll       | Ski cross           | Reece Howden | Ryan Regez | Jonas Lenherr (de) |
| 16 | 23 janvier 2021  | Moscou           | Saut                | Maxim Burov | Christopher Lillis | Noé Roth |
| - | 28 janvier 2021  | Calgary          | Bosses              | Épreuves annulées à cause de la pandémie de Covid-19. | Épreuves annulées à cause de la pandémie de Covid-19. | Épreuves annulées à cause de la pandémie de Covid-19. |
| - | 29 janvier 2021  | Calgary          | Bosses              | Épreuves annulées à cause de la pandémie de Covid-19. | Épreuves annulées à cause de la pandémie de Covid-19. | Épreuves annulées à cause de la pandémie de Covid-19. |
| - | 31 janvier 2021  | Calgary          | Saut                | Épreuves annulées à cause de la pandémie de Covid-19. | Épreuves annulées à cause de la pandémie de Covid-19. | Épreuves annulées à cause de la pandémie de Covid-19. |
| 17 | 30 janvier 2021  | Raubichi         | Saut                | Maxim Burov | Stanislav Nikitin (en) | Lewis Irving |
| - | 30 janvier 2021  | Feldberg         | Ski cross           | Épreuves annulées à cause des conditions météorologiques. | Épreuves annulées à cause des conditions météorologiques. | Épreuves annulées à cause des conditions météorologiques. |
| - | 31 janvier 2021  | Feldberg         | Ski cross           | Épreuves annulées à cause des conditions météorologiques. | Épreuves annulées à cause des conditions météorologiques. | Épreuves annulées à cause des conditions météorologiques. |
| - | 5 février 2021   | Mammoth Mountain | Slopestyle          | Épreuves annulées à cause de la pandémie de Covid-19. | Épreuves annulées à cause de la pandémie de Covid-19. | Épreuves annulées à cause de la pandémie de Covid-19. |
| - | 6 février 2021   | Mammoth Mountain | Half-pipe           | Épreuves annulées à cause de la pandémie de Covid-19. | Épreuves annulées à cause de la pandémie de Covid-19. | Épreuves annulées à cause de la pandémie de Covid-19. |
| 18 | 4 février 2021   | Deer Valley      | Bosses              | Mikaël Kingsbury | Benjamin Cavet | Matt Graham |
| 19 | 5 février 2021   | Deer Valley      | Bosses en parallèle | Mikaël Kingsbury | Matt Graham | Benjamin Cavet |
| 20 | 6 février 2021   | Deer Valley      | Saut                | Noé Roth | Justin Schönefeld | Pirmin Werner |
| Idre Fjäll, Almaty, Aspen Championnats du monde de ski acrobatique (entre le 11 février et le 11 mars 2021) |                  |                  |                     | | | |
| 21 | 19 février 2021  | Reiteralm        | Ski cross           | Johannes Rohrweck | Reece Howden | Bastien Midol |
| 22 | 27 février 2021  | Bakouriani       | Ski cross           | Florian Wilmsmann | David Mobärg | Jared Schmidt |
| - | 7 mars 2021      | Calgary          | Half-pipe           | Épreuves annulées à cause de la pandémie de Covid-19. | Épreuves annulées à cause de la pandémie de Covid-19. | Épreuves annulées à cause de la pandémie de Covid-19. |
| - | 7 mars 2021      | Calgary          | Big air             | Épreuves annulées à cause de la pandémie de Covid-19. | Épreuves annulées à cause de la pandémie de Covid-19. | Épreuves annulées à cause de la pandémie de Covid-19. |
| - | 8 mars 2021      | Calgary          | Slopestyle          | Épreuves annulées à cause de la pandémie de Covid-19. | Épreuves annulées à cause de la pandémie de Covid-19. | Épreuves annulées à cause de la pandémie de Covid-19. |
| - | 13 mars 2021     | Calgary          | Half-pipe           | Épreuves annulées à cause de la pandémie de Covid-19. | Épreuves annulées à cause de la pandémie de Covid-19. | Épreuves annulées à cause de la pandémie de Covid-19. |
| - | 14 mars 2021     | Calgary          | Slopestyle          | Épreuves annulées à cause de la pandémie de Covid-19. | Épreuves annulées à cause de la pandémie de Covid-19. | Épreuves annulées à cause de la pandémie de Covid-19. |
| - | 6 mars 2021      | Tazawako         | Bosses              | Épreuves annulées à cause de la pandémie de Covid-19 | Épreuves annulées à cause de la pandémie de Covid-19 | Épreuves annulées à cause de la pandémie de Covid-19 |
| - | 7 mars 2021      | Tazawako         | Bosses en parallèle | Épreuves annulées à cause de la pandémie de Covid-19 | Épreuves annulées à cause de la pandémie de Covid-19 | Épreuves annulées à cause de la pandémie de Covid-19 |
| - | 6 mars 2021      | Zhalantun        | Saut                | Épreuve annulée en même temps que toutes les compétitions pré-olympiques internationales sur neige prévues de janvier à mars 2021, dans le contexte de la crise sanitaire mondiale. | Épreuve annulée en même temps que toutes les compétitions pré-olympiques internationales sur neige prévues de janvier à mars 2021, dans le contexte de la crise sanitaire mondiale. | Épreuve annulée en même temps que toutes les compétitions pré-olympiques internationales sur neige prévues de janvier à mars 2021, dans le contexte de la crise sanitaire mondiale. |
| - | 7 mars 2021      | Zhalantun        | Ski cross           | Épreuve annulée en même temps que toutes les compétitions pré-olympiques internationales sur neige prévues de janvier à mars 2021, dans le contexte de la crise sanitaire mondiale. | Épreuve annulée en même temps que toutes les compétitions pré-olympiques internationales sur neige prévues de janvier à mars 2021, dans le contexte de la crise sanitaire mondiale. | Épreuve annulée en même temps que toutes les compétitions pré-olympiques internationales sur neige prévues de janvier à mars 2021, dans le contexte de la crise sanitaire mondiale. |
| 23 | 13 mars 2021     | Sunny Valley     | Ski cross           | Reece Howden | Ryo Sugai | Joos Berry |
| 24 | 13 mars 2021     | Almaty           | Saut                | Pirmin Werner | Nicolas Gygax | Lewis Irving |
| - | 14 mars 2021     | Almaty           | Bosses              | Épreuve annulée à cause des mauvaises conditions météorologiques | Épreuve annulée à cause des mauvaises conditions météorologiques | Épreuve annulée à cause des mauvaises conditions météorologiques |
| - | 13 mars 2021     | Krasnoïarsk      | Bosses              | Épreuves annulées à cause de la pandémie de Covid-19. | Épreuves annulées à cause de la pandémie de Covid-19. | Épreuves annulées à cause de la pandémie de Covid-19. |
| - | 14 mars 2021     | Krasnoïarsk      | Saut                | Épreuves annulées à cause de la pandémie de Covid-19. | Épreuves annulées à cause de la pandémie de Covid-19. | Épreuves annulées à cause de la pandémie de Covid-19. |
| - | 21 mars 2021     | Font-Romeu       | Slopestyle          | Épreuves annulées à cause de la pandémie de Covid-19. | Épreuves annulées à cause de la pandémie de Covid-19. | Épreuves annulées à cause de la pandémie de Covid-19. |
| 25 | 20 mars 2021     | Aspen            | Slopestyle          | Colby Stevenson | Mac Forehand | Henrik Harlaut |
| 26 | 21 mars 2021     | Aspen            | Half-pipe           | Aaron Blunck | Brendan MacKay | Nico Porteous |
| 27 | 21 mars 2021     | Veysonnaz        | Ski cross           | Florian Wilmsmann | Jonathan Midol | Tim Hronek |
| 28 | 27 mars 2021     | Silvaplana       | Slopestyle          | Colby Stevenson | Ferdinand Dahl | Alex Hall |

### Femmes
| N° | Date             | Lieu             | Épreuve             | Vainqueur | Deuxième | Troisième |
| --- | ---------------- | ---------------- | ------------------- | --- | --- | --- |
| 2020 |                  |                  |                     | | | |
| 1 | 21 novembre 2020 | Stubaital        | Slopestype          | Tess Ledeux | Johanne Killi | Gu Ailing |
| - | 28 novembre 2020 | Pékin            | Big air             | Épreuve annulée en même temps que toutes les compétitions pré-olympiques internationales sur neige prévues de janvier à mars 2021, dans le contexte de la crise sanitaire mondiale  | Épreuve annulée en même temps que toutes les compétitions pré-olympiques internationales sur neige prévues de janvier à mars 2021, dans le contexte de la crise sanitaire mondiale  | Épreuve annulée en même temps que toutes les compétitions pré-olympiques internationales sur neige prévues de janvier à mars 2021, dans le contexte de la crise sanitaire mondiale  |
| 2 | 4 décembre 2020  | Ruka             | Saut acrobatique    | Laura Peel | Emma Weiß (de) | Anastasia Prytkova |
| 3 | 5 décembre 2020  | Ruka             | Bosses              | Perrine Laffont | Jaelin Kauf | Anastasia Smirnova (en) |
| 4 | 12 décembre 2020 | Idre Fjäll       | Bosses              | Perrine Laffont | Anri Kawamura | Hannah Soar |
| 5 | 13 décembre 2020 | Idre Fjäll       | Bosses en parallèle | Perrine Laffont | Jaelin Kauf | Anri Kawamura |
| 6 | 15 décembre 2020 | Arosa            | Ski cross           | Alexandra Edebo (sv) | Fanny Smith | Sami Kennedy-Sim (en) |
| 7 | 16 décembre 2020 | Arosa            | Ski cross           | Fanny Smith | Marielle Thompson | Talina Gantenbein |
| - | 18 décembre 2020 | Copper Mountain  | Big air             | Épreuves annulées à cause de la pandémie de Covid-19. | Épreuves annulées à cause de la pandémie de Covid-19. | Épreuves annulées à cause de la pandémie de Covid-19. |
| - | 19 décembre 2020 | Copper Mountain  | Half-pipe           | Épreuves annulées à cause de la pandémie de Covid-19. | Épreuves annulées à cause de la pandémie de Covid-19. | Épreuves annulées à cause de la pandémie de Covid-19. |
| - | 19 décembre 2020 | San Candido      | Ski cross           | Épreuves annulées à cause de la pandémie de Covid-19. | Épreuves annulées à cause de la pandémie de Covid-19. | Épreuves annulées à cause de la pandémie de Covid-19. |
| - | 20 décembre 2020 | San Candido      | Ski cross           | Épreuves annulées à cause de la pandémie de Covid-19. | Épreuves annulées à cause de la pandémie de Covid-19. | Épreuves annulées à cause de la pandémie de Covid-19. |
| 8 | 20 décembre 2020 | Val Thorens      | Ski cross           | Fanny Smith | Jade Grillet-Aubert | Marielle Thompson |
| 9 | 21 décembre 2020 | Val Thorens      | Ski cross           | Katrin Ofner | Daniela Maier | Marielle Thompson |
| 2021 |                  |                  |                     | | | |
| 10 | 8 janvier 2021   | Kreischberg      | Big air             | Giulia Tanno | Tess Ledeux | Kelly Sildaru |
| - | 15 janvier 2021  | Montafon         | Ski cross           | Épreuve annulée à cause de la pandémie de Covid-19. | Épreuve annulée à cause de la pandémie de Covid-19. | Épreuve annulée à cause de la pandémie de Covid-19. |
| - | 16 janvier 2021  | Alpe de Siusi    | Slopestyle          | Épreuve annulée à cause de la pandémie de Covid-19. | Épreuve annulée à cause de la pandémie de Covid-19. | Épreuve annulée à cause de la pandémie de Covid-19. |
| 11 | 16 janvier 2021  | Iaroslavl        | Saut                | Laura Peel | Ashley Caldwell | Liubov Nikitina |
| 12 | 17 janvier 2021  | Iaroslavl        | Saut                | Megan Nick | Ala Tsuper | Kaila Kuhn |
| 13 | 20 janvier 2021  | Idre Fjäll       | Ski cross           | Fanny Smith | Marielle Thompson | Talina Gantenbein |
| 14 | 23 janvier 2021  | Idre Fjäll       | Ski cross           | Alizée Baron | Marielle Berger Sabbatel | Fanny Smith |
| 15 | 24 janvier 2021  | Idre Fjäll       | Ski cross           | Fanny Smith | Alizée Baron | Marielle Thompson |
| 16 | 23 janvier 2021  | Moscou           | Saut                | Winter Vinecki (en) | Laura Peel | Marion Thénault |
| - | 28 janvier 2021  | Calgary          | Bosses              | Épreuves annulées à cause de la pandémie de Covid-19. | Épreuves annulées à cause de la pandémie de Covid-19. | Épreuves annulées à cause de la pandémie de Covid-19. |
| - | 29 janvier 2021  | Calgary          | Bosses              | Épreuves annulées à cause de la pandémie de Covid-19. | Épreuves annulées à cause de la pandémie de Covid-19. | Épreuves annulées à cause de la pandémie de Covid-19. |
| - | 31 janvier 2021  | Calgary          | Saut                | Épreuves annulées à cause de la pandémie de Covid-19. | Épreuves annulées à cause de la pandémie de Covid-19. | Épreuves annulées à cause de la pandémie de Covid-19. |
| 17 | 30 janvier 2021  | Raubichi         | Saut                | Megan Nick | Laura Peel | Winter Vinecki (en) |
| - | 30 janvier 2021  | Feldberg         | Ski cross           | Épreuves annulées à cause des conditions météorologiques. | Épreuves annulées à cause des conditions météorologiques. | Épreuves annulées à cause des conditions météorologiques. |
| - | 31 janvier 2021  | Feldberg         | Ski cross           | Épreuves annulées à cause des conditions météorologiques. | Épreuves annulées à cause des conditions météorologiques. | Épreuves annulées à cause des conditions météorologiques. |
| - | 5 février 2021   | Mammoth Mountain | Slopestyle          | Épreuves annulées à cause de la pandémie de Covid-19. | Épreuves annulées à cause de la pandémie de Covid-19. | Épreuves annulées à cause de la pandémie de Covid-19. |
| - | 6 février 2021   | Mammoth Mountain | Half-pipe           | Épreuves annulées à cause de la pandémie de Covid-19. | Épreuves annulées à cause de la pandémie de Covid-19. | Épreuves annulées à cause de la pandémie de Covid-19. |
| 18 | 4 février 2021   | Deer Valley      | Bosses              | Perrine Laffont | Anri Kawamura | Kisara Sumiyoshi (de) |
| 19 | 5 février 2021   | Deer Valley      | Bosses en parallèle | Kai Owens | Hannah Soar | Tess Johnson |
| 20 | 6 février 2021   | Deer Valley      | Saut                | Danielle Scott | Winter Vinecki (en) | Kaila Kuhn |
| Idre Fjäll, Almaty, Aspen Championnats du monde de ski acrobatique (entre le 11 février et le 11 mars 2021) |                  |                  |                     | | | |
| 21 | 19 février 2021  | Reiteralm        | Ski cross           | Sandra Näslund | Fanny Smith | Courtney Hoffos (nl) |
| 22 | 27 février 2021  | Bakouriani       | Ski cross           | Fanny Smith | Sandra Näslund | Marielle Berger Sabbatel |
| - | 7 mars 2021      | Calgary          | Half-pipe           | Épreuves annulées à cause de la pandémie de Covid-19. | Épreuves annulées à cause de la pandémie de Covid-19. | Épreuves annulées à cause de la pandémie de Covid-19. |
| - | 7 mars 2021      | Calgary          | Big air             | Épreuves annulées à cause de la pandémie de Covid-19. | Épreuves annulées à cause de la pandémie de Covid-19. | Épreuves annulées à cause de la pandémie de Covid-19. |
| - | 8 mars 2021      | Calgary          | Slopestyle          | Épreuves annulées à cause de la pandémie de Covid-19. | Épreuves annulées à cause de la pandémie de Covid-19. | Épreuves annulées à cause de la pandémie de Covid-19. |
| - | 13 mars 2021     | Calgary          | Half-pipe           | Épreuves annulées à cause de la pandémie de Covid-19. | Épreuves annulées à cause de la pandémie de Covid-19. | Épreuves annulées à cause de la pandémie de Covid-19. |
| - | 14 mars 2021     | Calgary          | Slopestyle          | Épreuves annulées à cause de la pandémie de Covid-19. | Épreuves annulées à cause de la pandémie de Covid-19. | Épreuves annulées à cause de la pandémie de Covid-19. |
| - | 6 mars 2021      | Tazawako         | Bosses              | Épreuves annulées à cause de la pandémie de Covid-19 | Épreuves annulées à cause de la pandémie de Covid-19 | Épreuves annulées à cause de la pandémie de Covid-19 |
| - | 7 mars 2021      | Tazawako         | Bosses en parallèle | Épreuves annulées à cause de la pandémie de Covid-19 | Épreuves annulées à cause de la pandémie de Covid-19 | Épreuves annulées à cause de la pandémie de Covid-19 |
| - | 6 mars 2021      | Zhalantun        | Saut                | Épreuve annulée en même temps que toutes les compétitions pré-olympiques internationales sur neige prévues de janvier à mars 2021, dans le contexte de la crise sanitaire mondiale. | Épreuve annulée en même temps que toutes les compétitions pré-olympiques internationales sur neige prévues de janvier à mars 2021, dans le contexte de la crise sanitaire mondiale. | Épreuve annulée en même temps que toutes les compétitions pré-olympiques internationales sur neige prévues de janvier à mars 2021, dans le contexte de la crise sanitaire mondiale. |
| - | 7 mars 2021      | Zhalantun        | Ski cross           | Épreuve annulée en même temps que toutes les compétitions pré-olympiques internationales sur neige prévues de janvier à mars 2021, dans le contexte de la crise sanitaire mondiale. | Épreuve annulée en même temps que toutes les compétitions pré-olympiques internationales sur neige prévues de janvier à mars 2021, dans le contexte de la crise sanitaire mondiale. | Épreuve annulée en même temps que toutes les compétitions pré-olympiques internationales sur neige prévues de janvier à mars 2021, dans le contexte de la crise sanitaire mondiale. |
| 23 | 13 mars 2021     | Sunny Valley     | Ski cross           | Fanny Smith | Sandra Näslund | Katrin Ofner |
| 24 | 13 mars 2021     | Almaty           | Saut                | Marion Thénault | Liubov Tina | Zhanbota Aldabergenova |
| - | 14 mars 2021     | Almaty           | Bosses              | Épreuve annulée à cause des mauvaises conditions météorologiques | Épreuve annulée à cause des mauvaises conditions météorologiques | Épreuve annulée à cause des mauvaises conditions météorologiques |
| - | 13 mars 2021     | Krasnoïarsk      | Bosses              | Épreuves annulées à cause de la pandémie de Covid-19. | Épreuves annulées à cause de la pandémie de Covid-19. | Épreuves annulées à cause de la pandémie de Covid-19. |
| - | 14 mars 2021     | Krasnoïarsk      | Saut                | Épreuves annulées à cause de la pandémie de Covid-19. | Épreuves annulées à cause de la pandémie de Covid-19. | Épreuves annulées à cause de la pandémie de Covid-19. |
| - | 21 mars 2021     | Font-Romeu       | Slopestyle          | Épreuves annulées à cause de la pandémie de Covid-19. | Épreuves annulées à cause de la pandémie de Covid-19. | Épreuves annulées à cause de la pandémie de Covid-19. |
| 25 | 20 mars 2021     | Aspen            | Slopestyle          | Tess Ledeux | Kirsty Muir (en) | Anastasia Tatalina |
| 26 | 21 mars 2021     | Aspen            | Half-pipe           | Rachael Karker | Zoe Atkin | Brita Sigourney |
| 27 | 21 mars 2021     | Veysonnaz        | Ski cross           | Sandra Näslund | Fanny Smith | Alizée Baron |
| 28 | 27 mars 2021     | Silvaplana       | Slopestyle          | Tess Ledeux | Sarah Höfflin | Mathilde Gremaud |

### Mixte
| N° | Date            | Lieu       | Épreuve              | Vainqueur                                                   | Deuxième                                           | Troisième                                                             |
| -- | --------------- | ---------- | -------------------- | ----------------------------------------------------------- | -------------------------------------------------- | --------------------------------------------------------------------- |
| 1  | 17 janvier 2021 | Iaroslavl  | Saut par équipe      | Russie I - Anastasiia Prytkova - Maxim Burov - Pavel Krotov | Suisse- Carol Bouvard - Pirmin Werner - Noé Roth   | États-Unis- Ashley Caldwell - Eric Loughran (de) - Justin Schoenefeld |
| 2  | 28 février 2021 | Bakouriani | Ski cross par équipe | Suisse I - Jonas Lenherr - Fanny Smith                      | Canada II- Christopher Del Bosco - Courtney Hoffos | Suède I- David Mobärg - Sandra Näslund                                |

### Résultats officiels
1. ↑  (en) « World Cup Stubai (AUT) : Men's Freestyle Slopestyle », sur fis-ski.com, 21 novembre 2020 (consulté le 13 décembre 2020)
2. ↑  (en) « World Cup Ruka (FIN) : Men's Aerials », sur fis-ski.com, 4 décembre 2020 (consulté le 13 décembre 2020)
3. ↑  (en) « World Cup Ruka (FIN) : Men's Moguls », sur fis-ski.com, 5 décembre 2020 (consulté le 13 décembre 2020)
4. ↑  (en) « World Cup Idre Fjäll (SWE) : Men's Moguls », sur fis-ski.com, 12 décembre 2020 (consulté le 13 décembre 2020)
5. ↑  (en) « World Cup Idre Fjäll (SWE) : Men's Dual Moguls », sur fis-ski.com, 13 décembre 2020 (consulté le 13 décembre 2020)
6. ↑  (en) « World Cup Arosa (SUI) : Men's Ski Cross », sur fis-ski.com, 15 décembre 2020 (consulté le 15 décembre 2020)
7. ↑  (en) « World Cup Arosa (SUI) : Men's Ski Cross », sur fis-ski.com, 16 décembre 2020 (consulté le 16 décembre 2020)
8. ↑  (en) « World Cup Val Thorens (FRA) : Men's Ski Cross », sur fis-ski.com, 20 décembre 2020 (consulté le 20 décembre 2020)
9. ↑  (en) « World Cup Val Thorens (FRA) : Men's Ski Cross », sur fis-ski.com, 21 décembre 2020 (consulté le 22 décembre 2020)
10. ↑  (en) « World Cup Yaroslavl (RUS) : Men's Aerials », sur fis-ski.com, 16 janvier 2021 (consulté le 24 janvier 2021)
11. ↑  (en) « World Cup Yaroslavl (RUS) : Men's Aerials », sur fis-ski.com, 17 janvier 2021 (consulté le 24 janvier 2021)
12. ↑  (en) « World Cup Idre Fjäll (SWE) : Men's Ski Cross », sur fis-ski.com, 20 janvier 2021 (consulté le 24 janvier 2021)
13. ↑  (en) « World Cup Idre Fjäll (SWE) : Men's Ski Cross », sur fis-ski.com, 23 janvier 2021 (consulté le 24 janvier 2021)
14. ↑  (en) « World Cup Idre Fjäll (SWE) : Men's Ski Cross », sur fis-ski.com, 24 janvier 2021 (consulté le 24 janvier 2021)
15. ↑  (en) « World Cup Moscou (RUS) : Men's Aerials », sur fis-ski.com, 23 janvier 2021 (consulté le 24 janvier 2021)
16. ↑  (en) « World Cup Raubichi (BLR) : Men's Aerials », sur fis-ski.com, 30 janvier 2021 (consulté le 31 janvier 2021)
17. ↑  (en) « World Cup Deer Valley (USA) : Men's Moguls », sur fis-ski.com, 4 février 2021 (consulté le 2 mars 2021)
18. ↑  (en) « World Cup Deer Valley (USA) : Men's Dual Moguls », sur fis-ski.com, 5 février 2021 (consulté le 2 mars 2021)
19. ↑  (en) « World Cup Deer Valley (USA) : Men's Aerials », sur fis-ski.com, 6 février 2021 (consulté le 2 mars 2021)
20. ↑  (en) « World Cup Reiteralm (AUT) : Men's Ski Cross », sur fis-ski.com, 19 février 2021 (consulté le 2 mars 2021)
21. ↑  (en) « World Cup Bakouriani (GEO) : Men's Ski Cross », sur fis-ski.com, 27 février 2021 (consulté le 2 mars 2021)
22. ↑  (en) « World Cup Stubai (AUT) : Women's Freestyle Slopestyle », sur fis-ski.com, 21 novembre 2020 (consulté le 13 décembre 2020)
23. ↑  (en) « World Cup Ruka (FIN) : Women's Aerials », sur fis-ski.com, 4 décembre 2020 (consulté le 13 décembre 2020)
24. ↑  (en) « World Cup Ruka (FIN) : Women's Moguls », sur fis-ski.com, 5 décembre 2020 (consulté le 13 décembre 2020)
25. ↑  (en) « World Cup Idre Fjäll (SWE) : Women's Moguls », sur fis-ski.com, 12 décembre 2020 (consulté le 13 décembre 2020)
26. ↑  (en) « World Cup Idre Fjäll (SWE) : Women's Dual Moguls », sur fis-ski.com, 13 décembre 2020 (consulté le 13 décembre 2020)
27. ↑  (en) « World Cup Arosa (SUI) : Women's Ski Cross », sur fis-ski.com, 15 décembre 2020 (consulté le 15 décembre 2020)
28. ↑  (en) « World Cup Arosa (SUI) : Women's Ski Cross », sur fis-ski.com, 16 décembre 2020 (consulté le 16 décembre 2020)
29. ↑  (en) « World Cup Val Thorens (FRA) : Women's Ski Cross », sur fis-ski.com, 20 décembre 2020 (consulté le 20 décembre 2020)
30. ↑  (en) « World Cup Val Thorens (FRA) : Women's Ski Cross », sur fis-ski.com, 21 décembre 2020 (consulté le 22 décembre 2020)
31. ↑  (en) « World Cup Yaroslavl (RUS) : Women's Aerials », sur fis-ski.com, 16 janvier 2021 (consulté le 24 janvier 2021)
32. ↑  (en) « World Cup Yaroslavl (RUS) : Women's Aerials », sur fis-ski.com, 17 janvier 2021 (consulté le 24 janvier 2021)
33. ↑  (en) « World Cup Idre Fjäll (SWE) : Women's Ski Cross », sur fis-ski.com, 20 janvier 2021 (consulté le 24 janvier 20210)
34. ↑  (en) « World Cup Idre Fjäll (SWE) : Women's Ski Cross », sur fis-ski.com, 23 janvier 2021 (consulté le 24 janvier 20210)
35. ↑  (en) « World Cup Idre Fjäll (SWE) : Women's Ski Cross », sur fis-ski.com, 24 janvier 2021 (consulté le 24 janvier 20210)
36. ↑  (en) « World Cup Moscou (RUS) : Women's Aerials », sur fis-ski.com, 23 janvier 2021 (consulté le 24 janvier 2021)
37. ↑  (en) « World Cup Raubichi (BLR) : Women's Aerials », sur fis-ski.com, 30 janvier 2021 (consulté le 31 janvier 2021)
38. ↑  (en) « World Cup Deer Valley (USA) : Women's Moguls », sur fis-ski.com, 4 février 2021 (consulté le 1er mars 2021)
39. ↑  (en) « World Cup Deer Valley (USA) : Women's Dual Moguls », sur fis-ski.com, 5 février 2021 (consulté le 1er mars 2021)
40. ↑  (en) « World Cup Deer Valley (USA) : Women's Aerials », sur fis-ski.com, 6 février 2021 (consulté le 1er mars 2021)
41. ↑  (en) « World Cup Reiteralm (AUT) : Women's Ski Cross », sur fis-ski.com, 19 février 2021 (consulté le 1er mars 2021)
42. ↑  (en) « World Cup Bakouriani (GEO) : Women's Ski Cross », sur fis-ski.com, 27 février 2021 (consulté le 1er mars 2021)
43. ↑  (en) « World Cup Yaroslavl (RUS) : Mixed Aerials Team », sur fis-ski.com, 17 janvier 2021 (consulté le 24 janvier 2021)
44. ↑  (en) « World Cup Bakouriani (GEO) : Ski Cross Team », sur fis-ski.com, 28 février 2021 (consulté le 2 mars 2021)